# Quand je pense que Beethoven est mort alors que tant de crétins vivent
Quand je pense que Beethoven est mort alors que tant de crétins vivent est un essai d'Éric-Emmanuel Schmitt paru en 2010.

## Synopsis
Cette œuvre évoque la déshérence dans la société contemporaine des émotions et idéaux suscités autrefois par le romantisme de la musique de Ludwig van Beethoven. Son titre, Quand je pense que Beethoven est mort alors que tant de crétins vivent, est inspiré par une exclamation de la première professeur de piano de l'auteur,,.
Elle est suivie de la pièce de théâtre Kiki van Beethoven créée en 2010 au Théâtre La Bruyère à Paris par Danièle Lebrun dans une mise en scène de Christophe Lidon et une scénographie de Catherine Bluwal,.

## Éditions
Édition imprimée originale
- Éric-Emmanuel Schmitt, Quand je pense que Beethoven est mort alors que tant de crétins vivent : suivi de Kiki van Beethoven, Paris, éd. Albin Michel, 8 septembre 2010, 198 p., 144mm x 198mm (ISBN 978-2-226-21520-8 et 2-226-21520-4, BNF 42279545).

Édition imprimée au format de poche
- Éric-Emmanuel Schmitt, Mes maîtres de bonheur, Paris, Librairie générale française, coll. « Le Livre de poche », 2 novembre 2017, 224 p. (ISBN 978-2-253-07340-6, BNF 45396461).